# Дафна

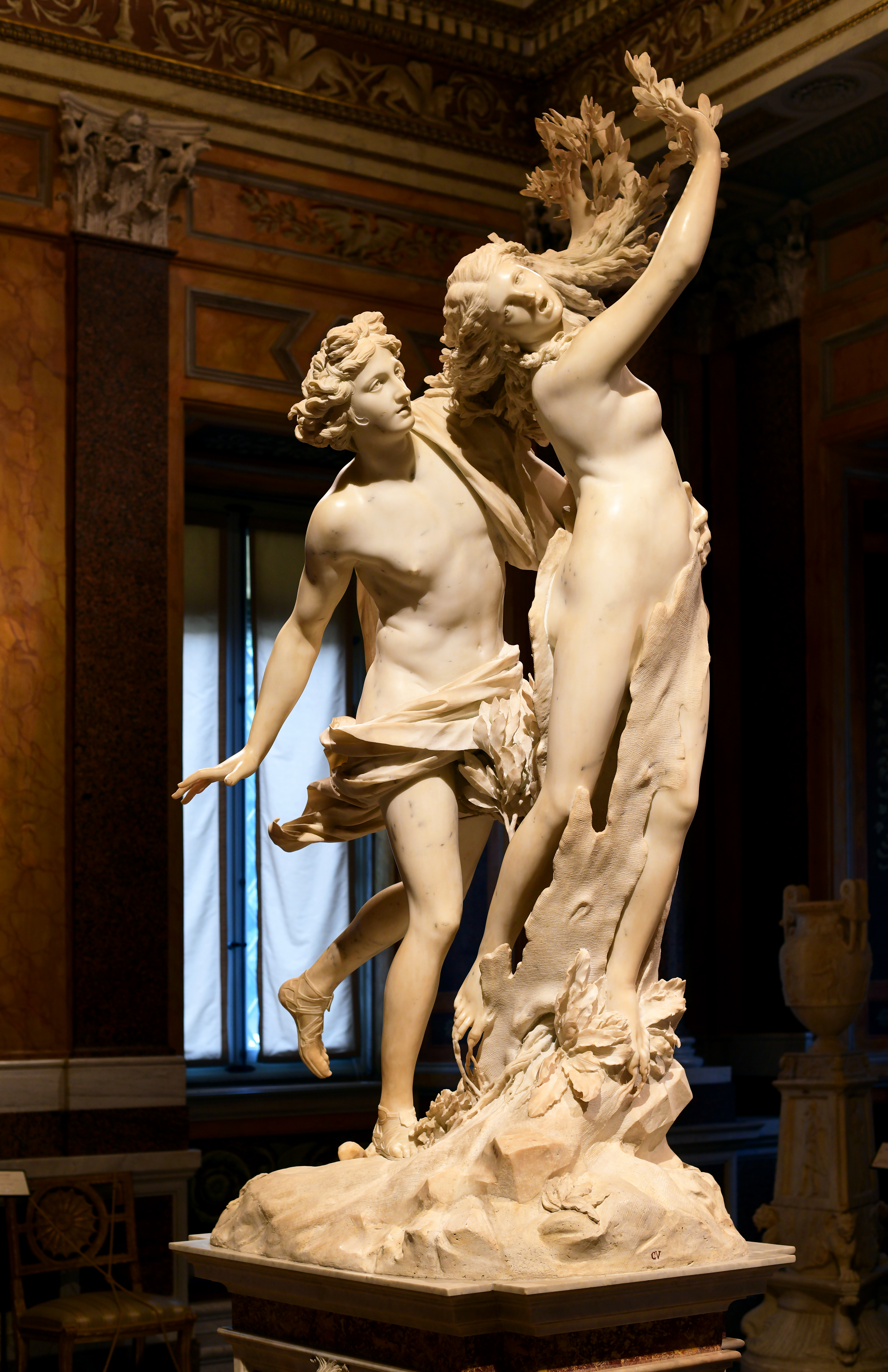
Аполлон и Дафна, скульптура Бернини

Да́фна (др.-греч. Δάφνη «лавр») — персонаж древнегреческой мифологии, прекрасная нимфа.
 Наиболее известен миф о ней и Аполлоне — преследуемая им, охваченным к ней страстью, она — давшая обет целомудрия, взмолившись, была превращена в лавровое дерево, ставшее священным у Аполлона.

## Мифология
Дочь богини земли Геи и фессалийского речного бога Пенея (в Элиде) (версия Овидия, см. далее), либо речного бога Ладона из Аркадии (аркадская версия, изложенная у Павсания). Либо дочь Амикла.
Избегала мужчин и жила в обществе девушек, спутница Артемиды[прояснить], подобно которой дала слово сохранить целомудрие и оставаться безбрачной. История любви Аполлона к Дафне подробно рассказана Овидием в «Метаморфозах» (греч. превращения; I, 452—517). В неё также был влюблен смертный Левкипп, сын Эномая. Надев женский наряд и заплетя волосы, он выдал себя за дочь Эномая и стал охотиться вместе с Дафной, которая обнимала его. Аполлон, неравнодушный к Дафне ещё до случая с Эротом (далее), стал ревновать к Левкиппу. Когда девушки купались в Ладоне, они обнаружили, что Левкипп не девушка, и растерзали его. Обман Левкиппа был раскрыт не без участия Аполлона.
Миф об Аполлоне и Дафне. Вскоре после победы над Пифоном Аполлон обидел Эрота, насмеявшись над ним с его луком и стрелами. В отместку тот поразил его стрелой любви к Дафне, её же — стрелой антипатии, вызвав у неё отвращение к Аполлону.
Преследуемая охваченным страстью Аполлоном — по словам Овидия, Аполлон гнался за ней, как собака за зайцем (согласно ему же, она явилась его первой любовью), — Дафна взмолилась к родителям с мольбой изменить её облик, чтобы избежать любви Аполлона, и была превращена в лавровое дерево. Либо Аполлон её изнасиловал, и она попросила Зевса превратить её в лавр[прояснить].
Только скончала мольбу, —

цепенеют тягостно члены,

Нежная девичья грудь корой

окружается тонкой,

Волосы — в зелень листвы

превращаются, руки же —

в ветви;
Резвая раньше нога становится

медленным корнем,
Скрыто листвою лицо, —

красота лишь одна остаётся.
Однако Аполлон сохранил свои чувства — в память о ней лавр с тех пор стал священным деревом Аполлона, а лавровый венок — его непременным атрибутом. Также, по воле Аполлона дерево будет вечнозеленым и никогда не лишится листвы.
В связи с этим лавровый венок стал присуждаться победителю Пифийских игр в честь Аполлона, и стал символом триумфа.
Миф о Дафне, превратившейся в лавр, зародился в эпоху эллинизма. По некоторому мнению, ему не следует придавать особого значения, поскольку, как считает И. И. Маханьков, он явно позднейшего происхождения и создан с целью объяснить особую роль лавра в культе Аполлона (так называемый этиологический миф); при этом одновременно он входит и в другую группу сравнительно поздних мифов — о превращениях (метаморфозах).
Есть ещё сирийский рассказ о Дафне, и священный лавр, которым она стала, почитался в роще у Антиохии. Царь Селевк I охотился и увидел место, где бог преследовал Дафну.
Также горная нимфа Дафна упоминается как прорицательница Дельфийского оракула, его совладелица совместно с Геей.
Листья лавра жевала жрица-прорицательница оракула Пифия, готовясь войти в состояние божественного экстаза.
Во времена древних греков существовало известное святилище Аполлона в лавровом лесу на острове Дафна, где посетителям, включая Павсания, показывали первое лавровое дерево.

## Образ в искусстве

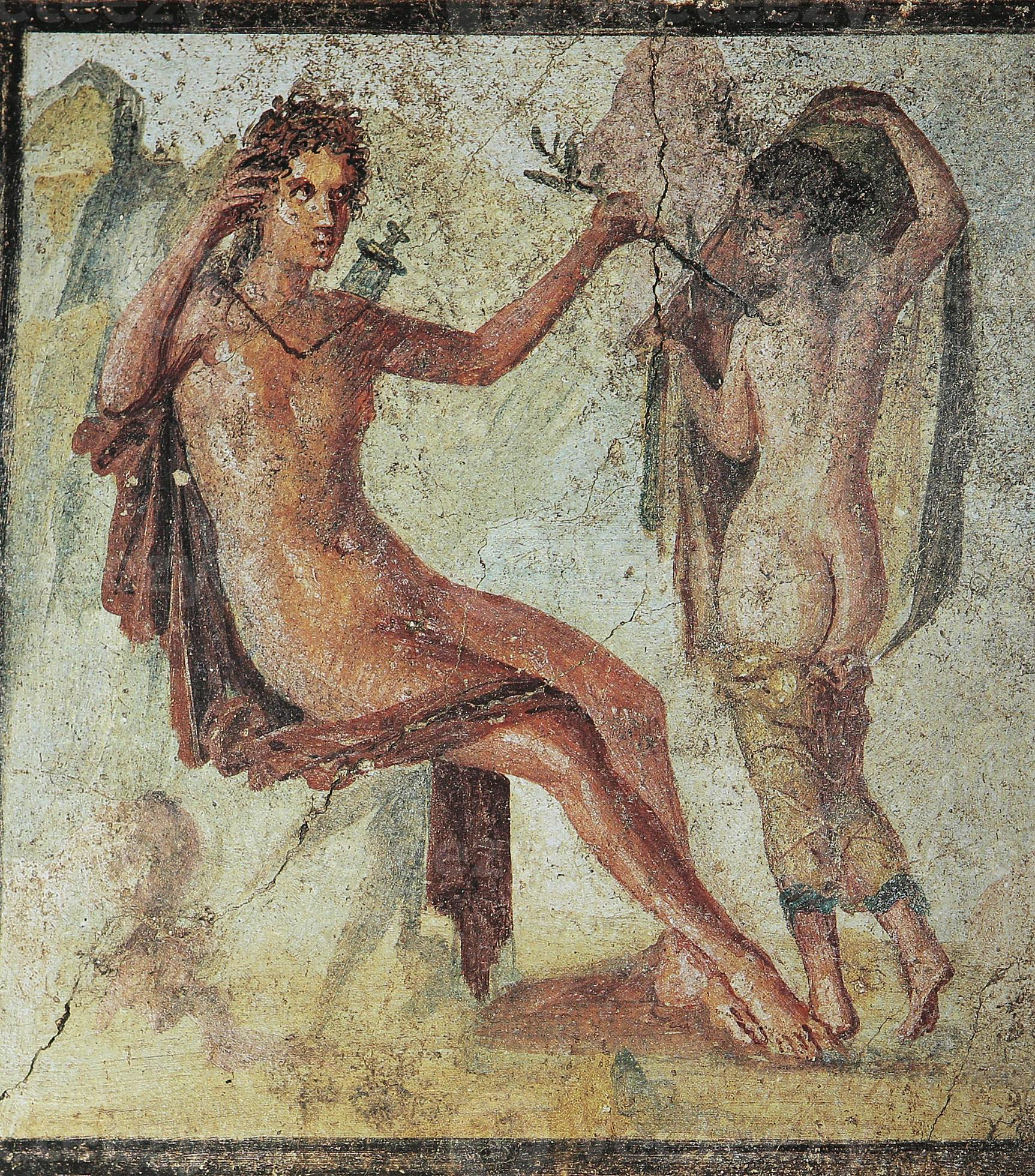
Аполлон и Дафна, фреска из Помпей, 62-79 г.

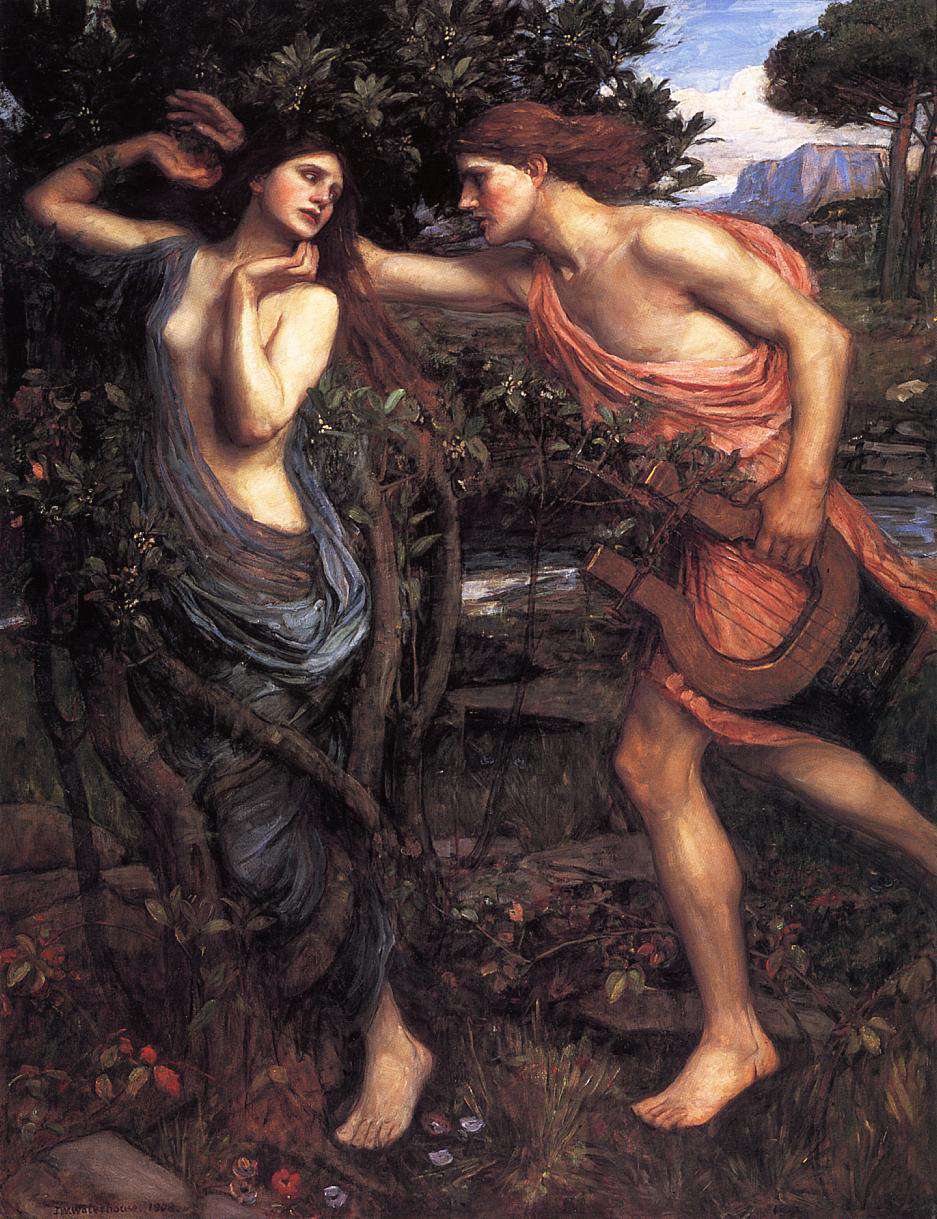
Аполлон и Дафна, Уотерхаус, 1908

Сюжет об Аполлоне и Дафне относится к одному из наиболее популярных античных сюжетов в изобразительном искусстве.
Живопись и скульптура
- Поллайоло Аполлон и Дафна (1470—1480)
- Бернини Аполлон и Дафна (1623)
- Рубенс Аполлон и Дафна (1636)
- Пуссен Аполлон, влюбленный в Дафну (1660—1665)
- Тьеполо. Аполлон и Дафна (1744—1745), Лувр, Париж.
- Уотерхаус Аполлон и Дафна (1908)
- Рене Синтенис Дафна (1918), (1930)

Музыка
- Опера Якопо Пери по либретто Оттавио Ринуччини (1598)
- Опера Марко да Гальяно по либретто Оттавио Ринуччини (1608)
- Опера Генриха Шютца по либретто Мартина Опица (1627)
- Опера Алессандро Скарлатти (1700)
- Опера Генделя (1708)
- Опера Рихарда Штрауса (1938)
- «Когда Дафна убежала от прекрасного Феба», Якоба ван Эйка Младшего[уточнить]

Кино и мультипликация
- Мультфильм режиссёра Анатолия Петрова «Дафна»
- Дафной названо имя старшей сестры Блум из мультсериала «Клуб Винкс» и персонажа из «Скуби-Ду»

Литература
Бетти Редис отмечает, что для Петрарки образ Дафны имел особое значение, так как благодаря созвучию имени (лавр), она могла символизировать его Лауру.
Дафной также назван светлый страж № 13066 родом из Эдема, один из персонажей современной серии книг про Мефодия Буслаева, относящейся к жанру хулиганского фентези. Автор Дмитрий Емец.

## Прочее
В честь Дафны назван астероид (41) Дафна, открытый в 1856 году.